# Johnny Van Zant
John Roy Van Zant (Jacksonville, 27 de fevereiro de 1960), mais conhecido como Johnny Van Zant, é um cantor norte-americano de Southern Rock. Ele é o irmão mais novo do falecido fundador e vocalista do Lynyrd Skynyrd, Ronnie Van Zant. Johnny passou a ser o vocalista do Lynyrd Skynyrd desde a sua reformulação em 1987.
Johnny cantava durante a década de 70 com a sua primeira banda, The Austin Nickels Band. Mais tarde a banda passou a se chamar The Johnny Van Zant Band, lançando seu álbum de estreia, No More Dirty Deals, em 1980. Os membros originais da banda Johnny Van Zant Band eram Johnny Van Zant nos vocais, Robbie Gaye na guitarra, Danny Clausman no baixo, Eric Lundgren na guitarra, Robbie Morris na bateria e Joan Hecht (Joan Cusumano anteriormente) e Nancy Henderson nos backing vocals. Johnny Van Zant lançou mais três álbuns solo entre 1981 e 1985.
Tornou-se o vocalista do então reformulado Lynyrd Skynyrd em 1987, e até hoje continua gravando e realizando shows com a banda. Johnny lançou outro álbum solo, Brickyard Road, em 1990. Ele também grava e canta com seu outro irmão Donnie Van Zant na banda Van Zant, desde 1998.
Em maio de 2006, menos de um dia antes de cantar na KSAN-FM 107,7 com as bandas The Bone's Bone Bash 7 e Van Zant, Johnny passou por uma cirurgia de emergência para que pudesse ter o seu apêndice removido. Tratado no Centro Médico da Universidade Stanford, em Palo Alto, Califórnia, depois de reclamar de fortes dores no início do dia. O incidente obrigou a banda a cancelar três shows.

## Discografia

### Carreira solo
- No More Dirty Deals (1980)
- Round Two (1981)
- The Last Of The Wild Ones (1982)
- Brickyard Road (1990)

### com Van Zant
- Van Zant (1985)
- Brother To Brother (1998)
- Van Zant II (2001)
- Get Right with the Man (2005)
- My Kind Of Country  (2007)
- Always Look Up (2024)

### com Lynyrd Skynyrd
- 1991 (1991)
- The Last Rebel (1993)
- Twenty (1997)
- Edge of Forever (1998)
- Vicious Cycle (2003)
- God & Guns (2009)
- Last Of A Dyin' Breed (2012)